# 周京 (清朝)
周京（1626年—?），字雨郇，號向山，明末清初江南江寧府上元縣人。
天啟六年（1626年）生。棄絕舉業，終身布衣，以游幕為生。順治十六年（1659年），游幕鳳陽。康熙十一年，入湖廣按察使馬斯良幕府。工詩文，懂醫術，康熙十六年，增訂《醫林繩墨》，重刊《医林绳墨大全》。康熙十八年，入狼山鎮總兵諾邁幕府。康熙四十二年（1703年）尚在世。著有《近代诗钞》、《向山近钞尺牍小品》等。